# Lúcia Moniz
Ana Lúcia Pereira Moniz (ur. 9 września 1976 w Lizbonie) – portugalska aktorka i wokalistka.

## Życiorys
Kształciła się w lizbońskiej szkole muzycznej. W 1996 wystąpiła podczas 41. Konkursu Piosenki Eurowizji, zajmując szóste miejsce w finałowej klasyfikacji. Po udziale w widowisku wydała swój debiutancki album studyjny, zatytułowany Magnolia (1999), a potem kolejne płyty: 67 (2002), Leva-me p'ra casa (2005) i Fio de Luz (2011).
Od drugiej połowy lat 90. występuje regularnie w krajowych filmach i serialach telewizyjnych, w tym także w operach mydlanych (A Grande Aposta, Vingança, Olhos nos Olhos). W 2003 zadebiutowała w kinie międzynarodowym, grając kelnerkę Aurélię w komedii romantycznej To właśnie miłość. W 2009 partnerowała Piotrowi Adamczykowi w filmie Drugie życie. Rok później znalazła się w obsadzie kanadyjskiego serialu Living in Your Car, produkowanego przez stację HBO.